# Nupserha brachytrita
Nupserha brachytrita là một loài bọ cánh cứng trong họ Cerambycidae.